# Saccopodes
Els saccopodes  (en grec antic Σακκοπόδες) eren un poble que segons Estrabó vivia a l'Adiabene, a la regió anomenada Assíria.
El nom probablement no es devia transcriure correctament, i s'ha suggerit que el seu nom correcte seria Saucropodes, (Σαυκρόποδες) o saucopodes (Σαυλόποδες).